# 埃爾克里克鎮區 (內布拉斯加州卡斯特縣)
埃爾克里克鎮區（英語：Elk Creek Township）是位於美國內布拉斯加州卡斯特縣的一個行政鎮區。

## 地方資料
埃爾克里克鎮區的面積為246.03平方千米，當中陸地面積為245.99平方千米，而水域面積為0.04平方千米。根據2020年美國人口普查的數據，當地共有人口131人，而人口密度為每平方千米0.53人。